# Премія НАН України імені М. В. Остроградського
Премія НАН України імені М. В. Остроградського — премія, встановлена НАН України за видатні наукові роботи в галузі математики та математичних проблем механіки. З 2023 року присуджується за видатні наукові роботи в галузях математики і математичних проблем механіки та фізики.
Премію засновано 1997 року та названо на честь видатного українського математика, Михайла Остроградського. Це одна із премій НАН України видатних учених України. Починаючи з 2002 року Премію імені М. Остроградського присуджує Відділення математики НАН України що чотири роки.

## Лауреати премії

### 2001
За цикл робіт «Аналіз функціоналів від випадкових процесів»
- академік НАН України В. С. Королюк,
- член-кореспондент НАН України М. І. Портенко,
- доктор фізико-математичних наук, професор Ю. М. Ліньков

### 2003
За цикл робіт «Асимптотична теорія лінійних сингулярних диференціальних рівнянь»
- академік НАН України А. М. Самойленко
- академік АПН України М. І. Шкіль
- доктор фізико-математичних наук В. П. Яковець

### 2005
За цикл робіт «Спектральна теорія операторів математичної фізики»
- академік НАН України Ю. М. Березанський
- доктор фізико-математичних наук Л. П. Нижник
- доктор фізико-математичних наук Ф. С. Рофе-Бекетов

### 2008
За серію праць «Імовірністні задачі на групах та в спектральній теорії»
- академік НАН України Л. А. Пастур
- доктор фізико-математичних наук Г. М. Фельдман
- доктор фізико-математичних наук М. В. Щербина

### 2011
За серію праць «Аналітичні та асимптотичні методи в теорії інтегровних систем»
- Котляров Володимир Петрович, доктор фізико-математичних наук, завідувач відділу математичної фізики Фізико-технічного інституту низьких температур ім. Б. І. Вєркіна НАН України,
- Самойленко Валерій Григорович, доктор фізико-математичних наук, завідувач кафедри  математичної фізики Київського національного університету імені Тараса Шевченка,
- Шепельський Дмитро Георгійович, доктор фізико-математичних наук, провідний науковий співробітник відділу математичного моделювання фізичних процесів Фізико-технічного інституту низьких температур ім. Б. І. Вєркіна НАН України

### 2014
За цикл наукових праць «Методи комплексного аналізу в теорії операторів та теорії наближень»
- Голінський Леонід Борисович, доктор фізико-математичних наук, старший науковий співробітник, провідний науковий співробітник Фізико-технічного інституту низьких температур ім. Б. І. Вєркіна НАН України,
- Зелінський Юрій Борисович, доктор фізико-математичних наук, професору, завідувач відділу комплексного аналізу та теорії потенціалу Інституту математики НАН України,
- Шевчук Ігор Олександрович, доктор фізико-математичних наук, професор, завідувач кафедри математичного аналізу Київського національного університету ім. Т. Г. Шевченка;

### 2017
За цикл праць «Аналітично-чисельні методи дослідження якісної поведінки складних механічних систем»
- Дробенко Богдан Дем'янович, доктор фізико-математичних наук, провідний науковий співробітник Інституту прикладних проблем механіки і математики ім. Я. С. Підстригача НАН України;
- Мазко Олексій Григорович, доктор фізико-математичних наук, провідний науковий співробітник Інституту математики НАН України;
- Марчук Михайло Володимирович, доктор фізико-математичних наук, завідувач відділу Інституту прикладних проблем механіки і математики ім. Я. С. Підстригача НАН України.[1]

### 2020
За цикл праць «Математичні проблеми нелінійної динаміки рідини в резервуарі»
- Луковський Іван Олександрович, академік НАН України, головний науковий співробітник Інституту математики НАН України;
- Тимоха Олександр Миколайович, член-кореспондент НАН України, завідувач відділу Інституту математики НАН України.

2025
За серію праць з дослідження некласичних проблем механіки руйнування
- Гузь Олександр – академік НАН України, радник при дирекції Інституту механіки ім. С. П. Тимошенка НАН України
- Богданов Вячеслав – академік НАН України, завідувач відділу Інституту механіки ім. С. П. Тимошенка НАН України
- Назаренко Володимир – академік НАН України, виконувач обов’язків директора Інституту механіки ім. С. П. Тимошенка НАН України.